# Чемпіонат світу з легкої атлетики в приміщенні 1989
Чемпіонат світу з легкої атлетики в приміщенні 1989 відбувся 3-5 березня в Будапешті у «Палаці спорту».

## Призери

### Чоловіки
| Дисципліни            | Золото                      | Золото       | Срібло                        | Срібло   | Бронза                      | Бронза   |
| --------------------- | --------------------------- | ------------ | ----------------------------- | -------- | --------------------------- | -------- |
| 60 метрів             | Андрес Сімон Куба           | 6,52         | Джон Майлс-Міллс Гана         | 6,59     | П'єрфранческо Павоні Італія | 6,61     |
| 200 метрів            | Джон Реджіс Велика Британія | 20,54 CR     | Аде Мафе Велика Британія      | 20,87    | Кевін Літтл США             | 21,12    |
| 400 метрів            | Антоніо Маккей США          | 45,59        | Іен Морріс Тринідад і Тобаго  | 46,09    | Каєтано Корнет Іспанія      | 46,40    |
| 800 метрів            | Пол Еренг Кенія             | 1.44,84 WIR  | Жозе Луїс Барбоса Бразилія    | 1.45,55  | Тоніно Віалі Італія         | 1.46,95  |
| 1500 метрів           | Маркус О'Салліван Ірландія  | 3.36,64 CR   | Хауке Фульбрюгге НДР          | 3.37,80  | Джефф Аткінсон США          | 3.38,12  |
| 3000 метрів           | Саїд Ауїта Марокко          | 7.47,94 CR   | Хосе Луїс Гонсалес Іспанія    | 7.48,66  | Дітер Бауманн ФРН           | 7.50,47  |
| 60 метрів з бар'єрами | Роджер Кінгдом США          | 7,43 CR      | Колін Джексон Велика Британія | 7,45     | Ігор Казанов СРСР           | 7,59     |
| Ходьба 5000 метрів    | Михайло Щенніков СРСР       | 18.27,10 WIR | Роман Мразек Чехословаччина   | 18.28,90 | Франц Костюкевич СРСР       | 18.34,07 |
| Стрибки у висоту      | Хав'єр Сотомайор Куба       | 2,43 WIR     | Дітмар Мегенбург ФРН          | 2,35     | Патрік Шеберг Швеція        | 2,35     |
| Стрибки з жердиною    | Родіон Гатауллін СРСР       | 5,85 =CR     | Григорій Єгоров СРСР          | 5,80     | Джо Даял США                | 5,80     |
| Стрибки в довжину     | Ларрі Майрікс США           | 8,37 CR      | Дітмар Гаф ФРН                | 8,17     | Майк Конлі США              | 8,11     |
| Потрійний стрибок     | Майк Конлі США              | 17,65 CR     | Хорхе Рейна Куба              | 17,41    | Хуан Мігель Лопес Куба      | 17,28    |
| Штовхання ядра        | Ульф Тіммерманн НДР         | 21,75        | Ренді Барнс США               | 21,28    | Георг Андерсен Норвегія     | 20,98    |

### Жінки
| Дисципліни            | Золото                      | Золото       | Срібло                        | Срібло   | Бронза                    | Бронза   |
| --------------------- | --------------------------- | ------------ | ----------------------------- | -------- | ------------------------- | -------- |
| 60 метрів             | Неллі Коман Нідерланди      | 7,05 CR      | Гвен Торренс США              | 7,07     | Мерлін Отті Ямайка        | 7,10     |
| 200 метрів            | Мерлін Отті Ямайка          | 22,34        | Грейс Джексон Ямайка          | 22,95    | Наталія Ковтун СРСР       | 23,28    |
| 400 метрів            | Гельга Арендт НДР           | 51,52        | Даян Діксон США               | 51,77    | Джилліан Річардсон Канада | 52,02    |
| 800 метрів            | Крістіне Вахтель НДР        | 1.59,24 CR   | Тетяна Гребенчук СРСР         | 1.59,53  | Еллен Кісслінг НДР        | 1.59,68  |
| 1500 метрів           | Дойна Мелінте Румунія       | 4.04,79 CR   | Світлана Кітова СРСР          | 4.05,71  | Івонн Май НДР             | 4.06,09  |
| 3000 метрів           | Еллі ван Гюлст Нідерланди   | 8.33,82 WIR  | Ліз Макколган Велика Британія | 8.34,80  | Маргарета Кесег Румунія   | 8.48,70  |
| 60 метрів з бар'єрами | Єлизавета Чернишева СРСР    | 7,82 =CR     | Людмила Нарожиленко СРСР      | 7,83     | Корнелія Ошкенат НДР      | 7,86     |
| Ходьба 3000 метрів    | Керрі Саксбі Австралія      | 12.01,65 WIR | Беате Андерс НДР              | 12.07,73 | Ілеана Сальвадор Італія   | 12.11,33 |
| Стрибки у висоту      | Стефка Костадинова Болгарія | 2,02         | Тамара Бикова СРСР            | 2,00     | Гайке Редецькі ФРН        | 1,94     |
| Стрибки в довжину     | Галина Чистякова СРСР       | 6,98         | Мар'єта Ілку Румунія          | 6,86     | Лариса Бережна СРСР       | 6,82     |
| Штовхання ядра        | Клаудія Лош ФРН             | 20,45        | Хуан Чжихун КНР               | 20,25    | Кріста Візе НДР           | 19,75    |

## Медальний залік
| Місце               | Країна              | Золото | Срібло | Бронза | Загалом |
| ------------------- | ------------------- | ------ | ------ | ------ | ------- |
| 1                   | СРСР                | 4      | 5      | 4      | 13      |
| 2                   | США                 | 4      | 3      | 4      | 11      |
| 3                   | НДР                 | 2      | 2      | 4      | 8       |
| 4                   | ФРН                 | 2      | 2      | 2      | 6       |
| 5                   | Куба                | 2      | 1      | 1      | 4       |
| 6                   | Нідерланди          | 2      | 0      | 0      | 2       |
| 7                   | Велика Британія     | 1      | 3      | 0      | 4       |
| 8                   | Румунія             | 1      | 1      | 1      | 3       |
| 8                   | Ямайка              | 1      | 1      | 1      | 3       |
| 10                  | Ірландія            | 1      | 0      | 0      | 1       |
| 10                  | Австралія           | 1      | 0      | 0      | 1       |
| 10                  | Болгарія            | 1      | 0      | 0      | 1       |
| 10                  | Кенія               | 1      | 0      | 0      | 1       |
| 10                  | Марокко             | 1      | 0      | 0      | 1       |
| 15                  | Іспанія             | 0      | 1      | 1      | 2       |
| 16                  | Тринідад і Тобаго   | 0      | 1      | 0      | 1       |
| 16                  | Бразилія            | 0      | 1      | 0      | 1       |
| 16                  | Гана                | 0      | 1      | 0      | 1       |
| 16                  | КНР                 | 0      | 1      | 0      | 1       |
| 16                  | Чехословаччина      | 0      | 1      | 0      | 1       |
| 21                  | Італія              | 0      | 0      | 3      | 3       |
| 22                  | Канада              | 0      | 0      | 1      | 1       |
| 22                  | Норвегія            | 0      | 0      | 1      | 1       |
| 22                  | Швеція              | 0      | 0      | 1      | 1       |
| Загалом (24 збірні) | Загалом (24 збірні) | 24     | 24     | 24     | 72      |